# Loechmanovskaja
Loechmanovskaja (Russisch: Лухмановская ) is een station van de Nekrasovskaja-lijn van de Moskouse metro. Het ligt in de wijk Kosino-Oechtomski en kent ingangen aan de gelijknamige straat en bij het bedrijfsterrein Ljoebertsi. 

## Geschiedenis
Op 10 maart 2009 werd de bouw van het station, onder de naam Kozjoechovskaja, aangekondigd als onderdeel van de oostelijke verlenging van de Kalininsko-Solntsevskaja-lijn (lijn 8). Het doel was om lijn 7 te ontlasten door de bewoners van Kosino-Oechtomski een andere route te bieden.  Op de plankaart van 2010 was het station ingetekend als overstappunt op de Kozjoechovskaja-lijn die in westelijke richting een rechtstreekse verbinding met Aviamotornaja en Baumanskaja zou bieden, aan de oostkant zou lijn 8 worden doorgetrokken naar Roednjovo naast het depot. In december 2010 werd het station omgedoopt in Kosino-Oechtomski en de naam Kadanskaja verworpen. Op 22 februari 2011 volgde het besluit om lijn 8 niet ten oosten van Novokosino door te trekken. Het depot van Roejev is als enige overgebleven van dit plan en door het gewijzigde tracé ligt het nu een flink stuk ten noorden van de lijn. In plaats van een eindpunt naast het depot is het eindpunt bijna 1,5 kilometer zuidelijker gelegd. Op 29 juli 2014 werd de naam nogmaals gewijzigd, nu in Ljoeberetskaja, na een besluit van de Moskouse interdepartementale commissie voor naamgeving. De burgemeester van Moskou tekende op 3 februari 2015 echter een decreet waarmee het station werd genoemd naar Dimitri Alexandrovitsch Loechmanov, een Russische zakenman die zich vanaf 1812, na de plunderingen door de Fransen, inzette voor de wederopbouw van het nabijgelegen dorp Kosino.  

## Aanleg
In november 2012 werd begonnen met het bouwrijp maken van de bouwplaats rond het station. Op 15 februari 2014 volgde de aankondiging dat het boren richting Nekrasovka in het voorjaar zou beginnen.
Op 29 mei 2014 gaf de burgemeester van Moskou, Sergei Sobjanin, het startschot voor de booractiviteiten. De twee tunnelboormachines Svetlana en Olga begonnen parallel vanaf Oelitsa Dmitriëvskogo aan de tunnels in oostelijke richting. Op 13 oktober 2014 bereikte Svetlana het eindpunt Nekrasovka waarna ze werd gedemonteerd en teruggebracht naar Loechmanovskaja. Daar werd ze weer gemonteerd en in december 2014 begon Svetlana aan de andere tunnelbuis van 1383 meter tussen Loechmanovskaja en Nekrovskaja, wat in april 2015 werd afgerond. Op 24 oktober 2017 werd begonnen met de inrichting van het station, op 17 april 2018 was de montage van de wandpanelen voltooid en het station voor 80% gereed. Eind juni 2018 werden de roltrappen geïnstalleerd en op 31 augustus 2018 volgde de oplevering van het station.

### Uitstel
Toen de bouw van het station werd aangekondigd werd uitgegaan van een opening in het vierde kwartaal van 2014 hetgeen tot 2013 ook op de website van de gemeente Moskou werd gemeld. In februari 2014 kondigde de onder burgemeester voor openbare werken een opening aan in 2015 of 2016. In maart 2018 kondigde hij aan dat de oplevering van het deeltraject Kosino – Nekrasovka aan het eind van de zomer zou plaatsvinden en de hele lijn in 2019 zal worden geopend.
Het deeltraject werd op 31 augustus 2018 opgeleverd waarbij de Burgemeester van Moskou sprak over eind 2018 voor de start van de treindienst, het duurde echter tot 3 juni 2019 voordat de treindienst van start ging. 

## Ligging en inrichting
Het station ligt langs de geplande snelweg naar Nizjni Novgorod en Kazan met toegangen bij de Loechmanovskaja-straat, de Dmitrjevskajastraat en wooncomplexen bij Ljoebertsi. In 2021 moet een busstation, een winkelcentrum, een amusementshal, kantoren en appartementen alsmede een ondergrondse parkeergarage op en rond het station zijn gerealiseerd. Het station heeft zowel aan de west als aan de oostzijde van het perron een verdeelhal. Vlak ten oosten van het station ligt tussen de twee tunnelbuizen richting Nekrasovka een tunnelbuis die het station met het depot van de lijn verbindt.
Het thema van het station is zonsondergang aan de rivier. De hoofdkleuren van de inrichting zijn grijs, beige en grijsbruin. Het plafond bestaat uit geanodiseerde aluminium panelen, de vloer is gemaakt van donkergroen graniet terwijl de wanden langs het spoor zijn bekleed met oranje panelen.  